# 瑟曼 (艾奥瓦州)
瑟曼（英語：Thurman）是一個位於美國愛荷華州弗里蒙特縣的城市。

## 地理
瑟曼的座標為40°49′13″N 95°45′04″W / 40.82028°N 95.75111°W，而該地的平均海拔高度為298米（即978英尺）。

## 人口
根據2010年美國人口普查的數據，瑟曼的面積為1.45平方千米，當中陸地面積為1.45平方千米，而水域面積為0.00平方千米。當地共有人口229人，而人口密度為每平方千米157人。